# 千葉市立あすみが丘小学校
千葉市立あすみが丘小学校（ちばしりつ あすみがおかしょうがっこう）は、千葉市緑区あすみが丘6丁目2番地にある公立小学校。通称「あすみが丘小」。

## 概要
土気南小・大椎小の適正規模を保つために、1997年4月1日千葉市立あすみが丘小学校を設立した。

## 沿革
- 1997年
  - 4月1日 - あすみが丘小学校を創立[1]。
  - 4月5日 - あすみが丘小学校開校式挙行。
  - 4月8日 - 入学式。
- 1998年11月19日 - ソニー教育基金努力賞受賞。
- 2000年4月1日 - 地域ぐるみ教育推進指定。
- 2006年4月1日 - ボランティア活動推進準協力校学区。
- 2016年4月1日 - 学区調整により一部学区変更[2]。

## 校訓
創造性豊かな心とたくましい心を持ったあすみっ子の育成

## 通学区域
- 緑区あすみが丘6丁目1～41番地、7丁目1～21、8丁目1～19、あすみが丘東3・4・5丁目、小食土町の一部[3]

## 進学先中学校
- 千葉市立大椎中学校
- 千葉市立土気南中学校

## アクセス
- JR外房線土気駅下車